# Barger Meer
Das Barger Meer ist ein Naturschutzgebiet in der niedersächsischen Gemeinde Detern im Landkreis Leer. 

## Allgemeines
Das Naturschutzgebiet mit dem Kennzeichen NSG WE 102 ist 15,35 Hektar groß. Es ist teilweise Bestandteil des rund 7 Hektar großen, gleichnamigen FFH-Gebietes. Das Gebiet steht seit dem 13. Dezember 1941 unter Naturschutz. Die Naturschutzverordnung wurde zuletzt 2016 angepasst. Dabei wurde das Naturschutzgebiet von 6,3 Hektar auf seine jetzige Größe erweitert. Zuständige untere Naturschutzbehörde ist der Landkreis Leer.

## Beschreibung
Das Naturschutzgebiet liegt südlich von Detern im zwischen Jümme und Leda liegenden Barger Hammrich. Es stellt zwei durch Sandentnahme entstandene Seen und die sie umgebenden Uferbereiche sowie ein daran angrenzendes Flurstück unter Schutz. Die Uferbereiche werden von Bruchwäldern aus Weiden-Faulbaum-Gebüschen eingenommen, an die sich kleinflächige, strukturreiche Stieleichen-Birkenwälder und Erlen-Eichen-Birkenwälder anschließen. Bei dem angrenzenden Flurstück handelt es sich um eine aufgelassene Nasswiese, die infolge der Nutzungsaufgabe mit Gehölzen wie Roterle und Sandbirke verbuscht.
Bei den beiden Seen handelt es sich um den auch als Barger Meer bezeichneten, bereits 1930 entstandenen Barger Kolk I im Norden sowie die in den 1970er- und 1980er-Jahren entstandene Barger Sandgrube im Süden. Der Barger Kolk I ist circa 3 Hektar groß und etwa 1,20 bis 2,50 Meter tief, die Barger Sandgrube ist circa 10 Hektar groß und bis zu 20 Meter tief. In den östlichen Randbereichen wurden in den 1990er-Jahren Kleingewässer zur Erhöhung der Strukturvielfalt angelegt, die sich naturnah entwickelt haben.
In den Uferbereichen sind teilweise Schwingrasen zu finden. Weiterhin siedelt hier Zwergbinsen-Vegetation. In den Seen siedeln stellenweise Gesellschaften mit Strandling, die Wasserflächen sind teilweise von Froschkraut bedeckt. Weiterhin kommen Rundblättriger Sonnentau, Nadelsumpfbinse, Sumpfbärlapp und Pillenfarn vor.
Im Naturschutzgebiet sind u. a. Seefrosch, Erdkröte, Haubentaucher, Reiherente, Blässhuhn, Eisvogel und gehölzbewohnende Vogelarten wie Gartenbaumläufer und Trauerschnäpper sowie verschiedene Libellenarten heimisch.
Das Naturschutzgebiet grenzt überwiegend an landwirtschaftliche Nutzflächen, von denen es teilweise durch öffentliche Straßen getrennt ist. Die beiden Baggerseen werden vom Fischereiverein Altes Amt Stickhausen als Angelgewässer genutzt.